# اوزتروزوبوک
شهر اوزتروزوبوک (به فرانسوی: Oostrozebeke) در شهرستان تیئلت در استان فلاندری غربی در منطقه فلاندری در کشور بلژیک واقع شده‌است.